# Война за бретанското наследство
Войната за бретанското наследство (на френски: Guerre de Succession de Bretagne) е конфликт между родовете Блоа и Монфор за трона на Херцогство Бретан. Продължава четвърт век (1341 – 12 април 1365 г.) като неразделна част от Стогодишната война. Понякога е наричана също и Войната на двете Жани (на френски: guerre des deux Jeannes) поради голямата роля на две владетелки на име Жана: Жана Фландърска и Жана Пентиевърска.
Войната е неразделна част от началото на Стогодишната война поради участието на френското и английското правителство в конфликта; французите подкрепят Блоа (наследничка), докато англичаните – Монфор (наследник). Съперничещите крале подкрепят суверенния херцог на херцогството, противоположно на собствените им претенции за френския трон - Плантагенетите претендират към него чрез наследяване от жени, а Валоа - чрез наследяване от мъже. Монфор е в крайна сметка успешен след битката при Орей през 1364 г. Въпреки че надделява каузата на Монфор, поддържана от Англия, бретанските херцози постепенно са привлечени от Франция. През ХV век те вече се изявяват като съюзници на Династия Валоа.

## Претенденти за короната
Въпросът за наследството се повдига, когато на 30 април 1341 г. умира херцог Жан ІІІ Добрият. Той няма деца, така че оставя двама възможни наследници – племенницата му Жана Пентиевърска, която е омъжена за племенника на френския крал Шарл дьо Блоа, и полубрат му Жан дьо Монфор, който е син на Йоланда дьо Дрьо. Жан ІІІ обаче прави всичко възможно в края на живота си да предотврати възшествието на Монфор, така че волята му очевидно е в полза на племенницата му. Така се стига до един парадокс – Филип VI, който ожесточено отстоява правата си върху френски престол въз основа на салическото право, сега е готов да подкрепи наследниците по женска линия в Бретан. Англичаните, обратно, по принцип оспорват превъзходството на мъжките линии, ала сега защитават правата на Монфор именно с такива аргументи. По-късно през 1341 г. Шарл дьо Блоа и Жан дьо Монфор едновременно се обявяват за херцози и войната може да започне.
Бретан е част от Кралство Франция, но доста особена част. Разположено в най-западните предели на страната, то е населено с наследници на древните брити и това го сближава с Англия. Херцозите му са графове на английската област Ричмънд, а езикът е доста различен от френския. Ето защо и двете страни в Стогодишната война решават, че съюзът на Бретан е важен и подкрепят свой претендент. На 7 септември Парижкият парламент постановява помощта за Шарл дьо Блоа, а през октомври Жан дьо Монфор сключва съюзен договор с английския крал Едуард III.

## Първи сблъсъци
Войната започва с успехи на французите. Преди англичаните да са направили каквото и да било, една френска армия под командването на бъдещия Жан II превзема Нант и пленява Жан V дьо Монфор. Той е откаран в Париж като затворник, а Шарл дьо Блоа заема мястото на бретански херцог. Само че ако френската страна се е надявала, че това поставя точка на спора, остава излъгана. Жана Фландърска – съпругата на Жан дьо Монфор организира съмишлениците му за продължаване на съпротивата. Удържайки няколко малки крепости, те дочакват пристигането на английската армия. Тя не е голяма, но е много опитна (състои се главно от стрелци с дълъг лък, които все още не са показвали потенциала си), а и командирите ѝ са добре подбрани – Робер д'Артоа (френски ренегат на английска служба) и Уилям де Боън. На 30 септември 1342 г. се състои първото по-голямо сражение. При Морле, близо до северното крайбрежие на Бретан, по-голямата армия на Шарл дьо Блоа се проваля срещу силните позиции на стрелците на Боън. Колкото и да ги напада, французинът не успява да ги разгроми. Това поставя под въпрос досегашните му успехи и би трябвало да послужи като предупреждение към френското командване изобщо. Фактът, че не си взема поуки от неуспеха при Морле, води до поражението на Филип VІ при Креси четири години по-късно.
Тази битка разделя Бретан на два равни лагера като територия и население, отваря вратите за външна намеса и изключва възможността за бързо приключване на конфликта. Започват преговори, в които като посредник служи самият папа, стига се до примирието в Малстроа (1343) и до мирна конференци в Авиньон – тогавашната папска столица (1344). Оказва се обаче, че нито Филип, нито Едуард могат да убедят своите протежета да прекратят враждата. Конференцията завършва с провал и войната продължава с пълна сила. През същата 1345 г. Жан дьо Монфор умира в затвора, но англичаните обвявяват, че ще подкрепят малкия му син, който също се казва Жан. Това се оказва добър ход, защото западните части на херцогството и повечето градове подкрепят неговата кауза.

## Победата на Монфор
На 20 юни 1347 г. се води нова важна битка. При Ла Рош Дериен англичаните отново печелят, но този път победата им е недвусмислена. Самият Шарл дьо Блоа попада в техен плен. Както и по-късно с крал Жан ІІ, английското командване се опитва да сложи край на войната чрез принуда спрямо своя пленник. Неговите привърженици обаче отказват да сложат оръжие и продължават съпротивата. През март 1351 г. се състои един любопитен епизод – по около тридесет англичани и французи се впускат в известната Битка на тридесетте, в която няма определен победител. Известният в бъдеще генерал Робърт Нолс за първи път се прочува в боя. Оттук нататък обаче англичаните бавно и методично далагат властта си над херцогството. Първо те побеждават привържениците на Блоа при Морон (14 август 1352). Там командването е в ръцете на сър Робърт Бентли, губернатор на Бретан. Това поражение убеждава французите, и без друго разколебани след Креси, да се откажат от намесата си в бретанските дела. Районите, които все още контролира профренската партия, са подложени на грабителски набези. Голям брой банди (рутиери) деморализират населението и сриват бойни дух на противника.
През 1356 г. Шарл дьо Блоа е освободен срещу откуп, но трябва да обещае, че няма да се връща в Бретан и да подновява претенциите си за трона. С характерния за времето рицарски кодекс той държи на думата си до 1362 г. Тогава Едуард ІІІ позволява на младия Жан дьо Монфор да дебаркира в страната си. Внезапно военните действия се разгарят с нова сила. Подкрепeн от една френска армия, командвана от Бертран дю Геклен, Блоа започва широкомащабна кампания за връщането на Бретан под негова власт. През септември 1364 г. обаче борбата му приключва с поражението при Оре. В ожесточената битка английските войски на Джон Чандос го убиват, а Дю Геклен пада в ръцете им. Оттук нататък за привържениците на Франци не остава друго, освен един по един да се подчинят на Монфор.

## Договори от Геранд
През април 1365 г. най-после двете страни сядат на масата за преговори с най-искрени намерения. Договорът е подписан в град Геранд. Новият херцог разбира, че трябва да прояви уважение към Жана Пентиевърска и да ѝ признава номиналната титла на херцогиня. Тя от своя страна го признава за действителен херцог. Споразумяват се също, ако той остане без наследници, нейните деца да наследят херцогството. Тогавашният френски крал Шарл V не се възпротивява на споразумението, макар че то означава загуба за страната му. Проявява такт, за да не отблъсне Жан дьо Монфор и да не го прати окончателно в прегръдките на Англия. Като благодарност Бретан подвърждава васалното си положение спрмо него и му плаща данък. Така вратата за съюз остава отворена и в следващите десетилетия бретанските херцози все по-плътно заемат страната на Франция. Един от синовете на херцога – Артюр дьо Ришмон дори става конетабъл и командва французите в няколко решителни битки. Бретански отряд изиграва ключова роля за поражението на англичаните и в последната битка на Стогодишната война – тази при Кастийон през 1453 г.
През 1380 г. една английска армия извършва грабителски поход през Франция от типа chevauchée и стига до Нант. Обсажда града, но херцогът не оказва очакваната помощ. Вместо това той предлага откуп на англичаните, за да напуснат земите му и подписва с тях втори договор в Геранд. С него се възстановява положението на Бретан като васал на френския крал и всякаква формална зависимост от Англия е отменена.

## Кратка хронология на конфликта
- 30 април 1341 г.: херцогът на Бретан Жан III умира без наследници. Жана дьо Пантиевър и Шарл дьо Блоа стават херцогиня и херцог на Бретан. Жан II дьо Монфор отказва да признае това и призовава на помощ английския крал Едуард III.
- 1343 г.: Жан дьо Монфор е пленен, но скоро след това е освободен. Шарл дьо Блоа се опитва да се възползва от възможността и напада Енбон, но градът е успешно защитен от Жана Фландърска, съпругата на Монфор. Английската армия вдига обсадата и принуждава Блоа да приеме примирието, което скоро след това е нарушено.
- 1344 г.: Шарл дьо Блоа окупира Кемпер с помощта на френската армия и нарежда избиването на 2000 цивилни.
- 1345 - Жан дьо Монфор няма време да върне Кемпер и умира. Амбицията му е наследена от сина му Жан. Майка му, Жана Фландърска, става политически и военен лидер на фракцията на Монфор.
- 1346 – 1364 г.:  Няколко малки битки и примирия. Жана Фландърска полудява и е настанена в манастир.
- 29 септември 1364 г.: битка при Оре. Бертран дю Геклен и Шарл дьо Блоа са победени от войските на Жан дьо Монфор и английския командир Джон Чандос. Шарл дьо Блоа загива в битка.
- 1365 г.: Жан дьо Монфор е признат за херцог на Бретан и Жана дьо Пентиевър се отказва от всички претенции към херцогството съгласно Договора от Геранд. Новият херцог обаче се обявява за васал не на английския, а на френския крал.